# Hrabstwo Wheatland
Hrabstwo Wheatland (ang. Wheatland County) – hrabstwo w stanie Montana w Stanach Zjednoczonych. Według szacunków United States Census Bureau w roku 2023 miało 2057 mieszkańców, w tym ponad 90% to białe społeczności nielatynoskie. Jego siedzibą jest Harlowton.
Hrabstwo powstało w 1917 roku.

## Miasta
- Harlowton
- Judith Gap

## CDP
- Shawmut

## Sąsiednie hrabstwa
- Hrabstwo Judith Basin - północ
- Hrabstwo Fergus - północ
- Hrabstwo Golden Valley - wschód
- Hrabstwo Sweet Grass – południe
- Hrabstwo Meagher - zachód

## Demografia
Według danych pięcioletnich z 2022 roku, do największych grup należą osoby pochodzenia: „amerykańskiego” (27,2%), niemieckiego (20,2%), irlandzkiego (15,8%), szkockiego lub szkocko–irlandzkiego (12%), norweskiego (7,5%), angielskiego (6,4%) i holenderskiego (3,8%).

## Religia
W 2020 roku religijność hrabstwa zdominowana jest przez wspólnoty protestanckie, głównie: huterytów (22,1%), zielonoświątkowców (9,5%) i luteranów (7,5%). Katolicy (16,9%) i mormoni (10,2%) pozostawali w mniejszości.

## Polityka
Hrabstwo jest twierdzą republikańską od 1968 roku. W wyborach prezydenckich 2024, Donald Trump wygrał z Kamalą Harris stosunkiem głosów 77,6% do 19,3%.